# Curtis Mitchell
Curtis Mitchell (* 11. März 1989) ist ein US-amerikanischer Sprinter.
2010 wurde er über 200 Meter für die Texas A&M University startend NCAA-Hallenmeister und U23-NACAC-Meister.
Über dieselbe Distanz wurde er 2013 Dritter bei den US-Meisterschaften und gewann Bronze bei den Weltmeisterschaften in Moskau.

## Persönliche Bestleistungen
- 100 m: 10,25 s, 28. Mai 2010, Austin
- 200 m: 19,97 s, 16. August 2013, Moskau
  - Halle: 20,38 s, 12. März 2010, Fayetteville